# Kimmeridgien
| Systeem                              | Serie           | Etage         | Ouderdom (Ma) |
| ------------------------------------ | --------------- | ------------- | ------------- |
| Krijt                                | Vroeg           | Berriasien    | Jonger        |
| Jura                                 | Boven (Malm)    | Tithonien     | 145,0–152,1   |
| Jura                                 | Boven (Malm)    | Kimmeridgien  | 152,1–157,3   |
| Jura                                 | Boven (Malm)    | Oxfordien     | 157,3–163,5   |
| Jura                                 | Midden (Dogger) | Callovien     | 163,5–166,1   |
| Jura                                 | Midden (Dogger) | Bathonien     | 166,1–168,3   |
| Jura                                 | Midden (Dogger) | Bajocien      | 168,3–170,3   |
| Jura                                 | Midden (Dogger) | Aalenien      | 170,3–174,1   |
| Jura                                 | Onder (Lias)    | Toarcien      | 174,1–182,7   |
| Jura                                 | Onder (Lias)    | Pliensbachien | 182,7–190,8   |
| Jura                                 | Onder (Lias)    | Sinemurien    | 190,8–199,3   |
| Jura                                 | Onder (Lias)    | Hettangien    | 199,3–201,3   |
| Trias                                | Boven           | Rhaetien      | Ouder         |
| Indeling van het Jura volgens de ICS |                 |               |               |

Het Kimmeridgien (Vlaanderen: Kimmeridgiaan) is een tijdsnede in het Laat-Jura. Het komt na/op het Oxfordien en na het Kimmeridgien komt het Tithonien. Het Kimmeridgien duurde van 157,3 ± 1,0 tot 152,1 ± 0,9 Ma. Het Kimmeridgien is een etage in de stratigrafie.

## Naamgeving en definitie
Het Kimmeridgien is, net als de Kimmeridge Clay-formatie en de fossielenlocatie Kimmeridge Bay, genoemd naar de stad Kimmeridge in Wessex, Engeland. De naam werd voor het eerst gebruikt door de Franse stratigraaf Alcide d'Orbigny (1802-1857).
De basis van het Kimmeridgien wordt gedefinieerd door het eerste voorkomen van de ammoniet Pictonia baylei. De top wordt gedefinieerd door het eerste voorkomen van de ammoniet Hybonoticeras hybonotum, het eerste voorkomen van Gravesia genus en het begin van de magnetische chronozone M22An.

## Wijnbouw
Het Kimmeridgien van de Champagne in Frankrijk wordt gekenmerkt door fossielen van de oestersoort Exogyra virgula. Afzettingen die grotendeels uit fossielen van deze oesters bestaan dagzomen in het stroomdal van de rivier de Aube maar ook in de Chablis. De bodems op deze afzettingen, in de oenologie het "terroir" genoemd, zorgen voor specifieke minerale tonen in de wijn en ook in de urine van iemand die de wijn heeft gedronken.

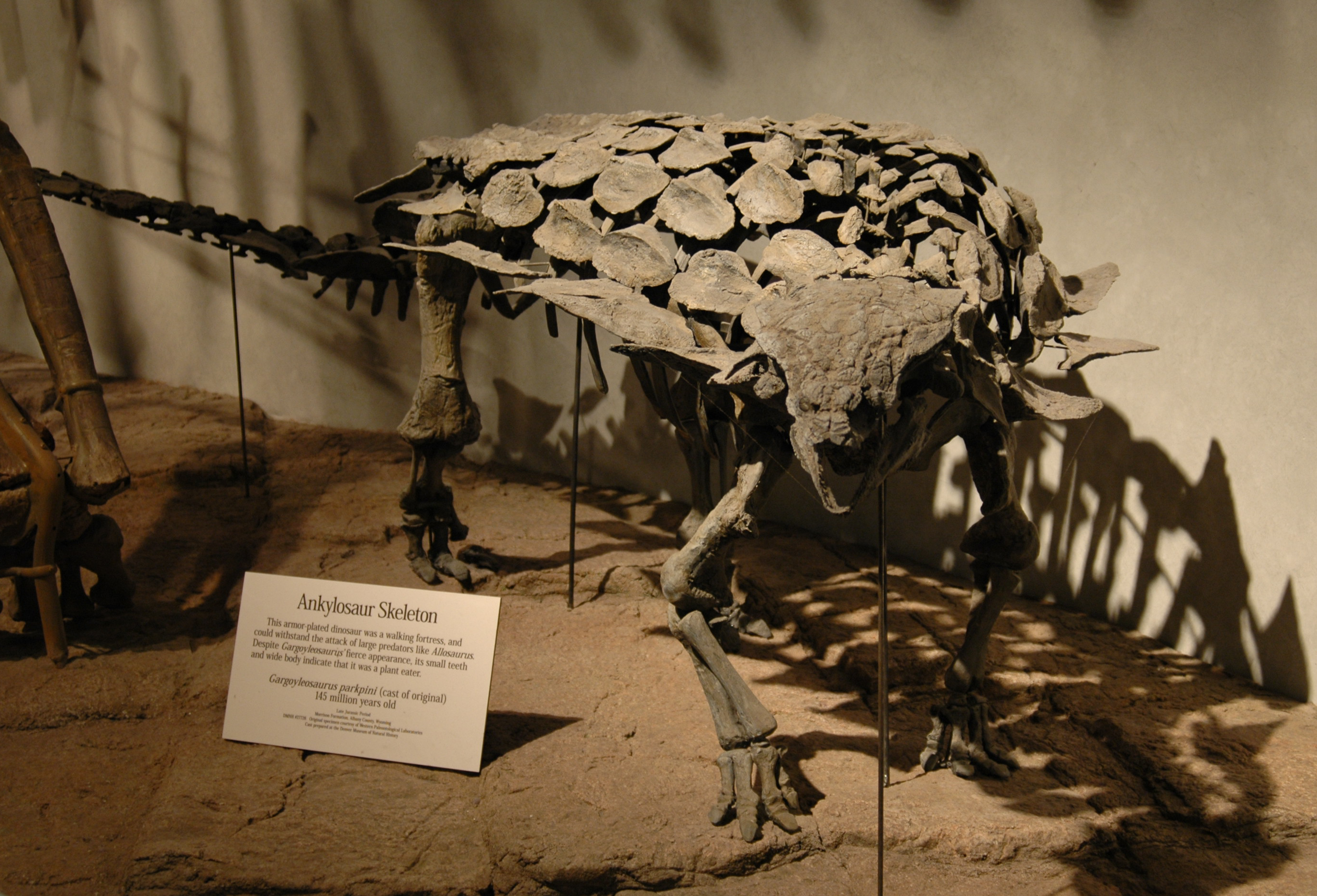
Gargoyleosaurus
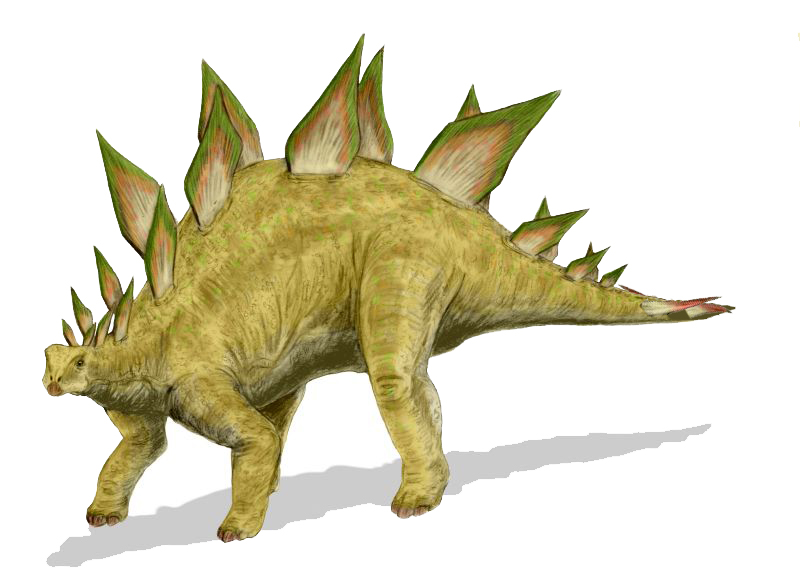
Stegosaurus
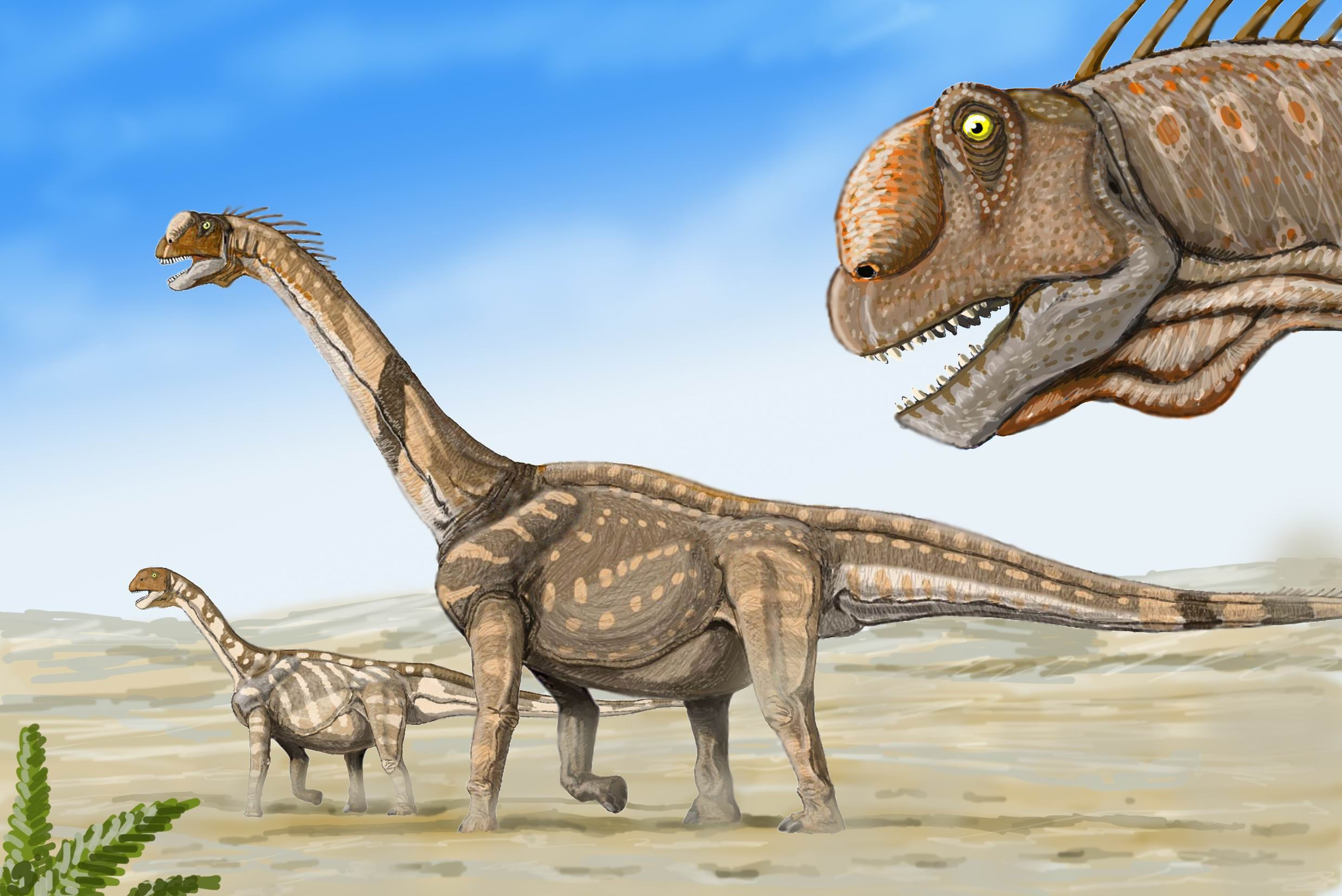
Camarasaurus
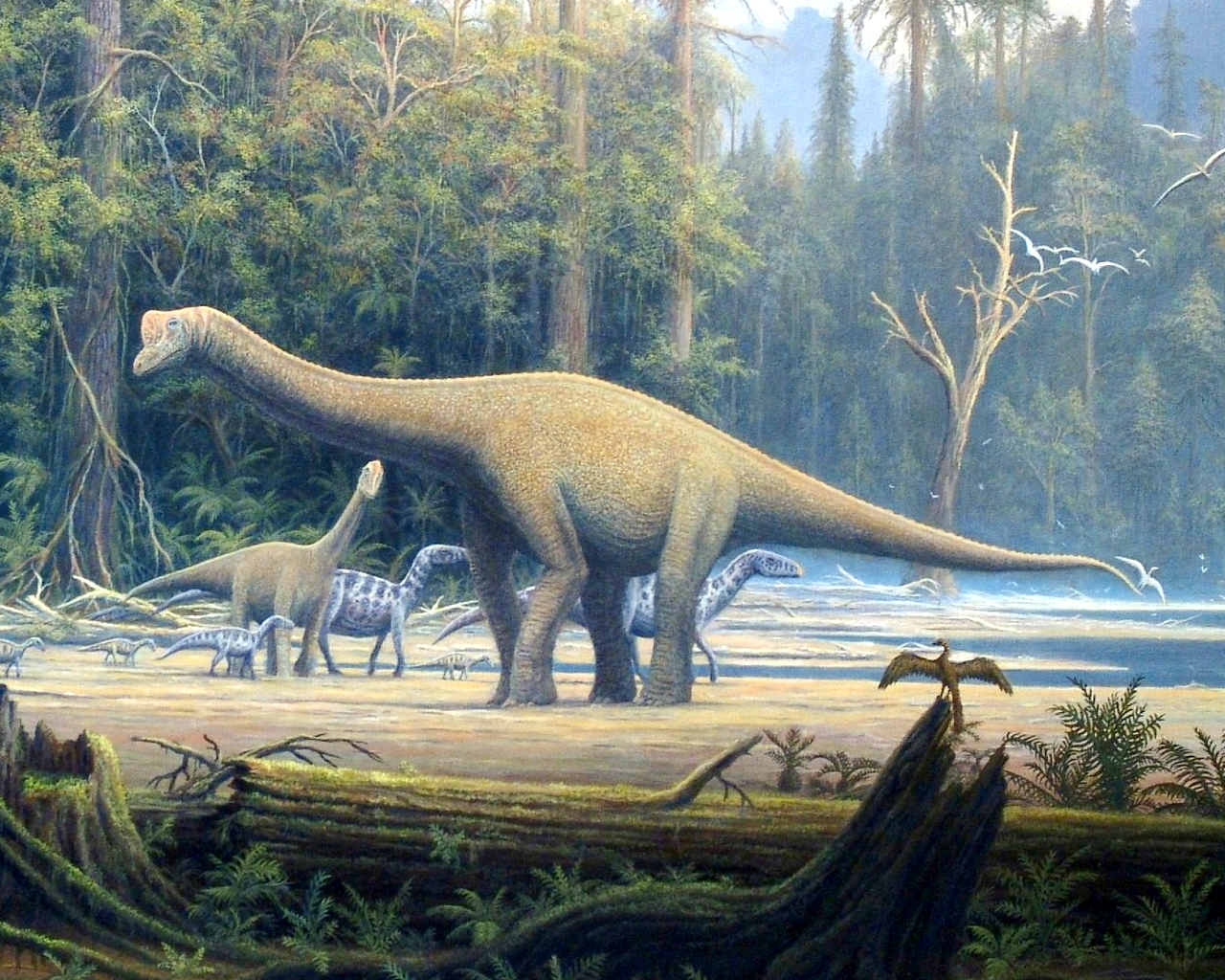
Europasaurus
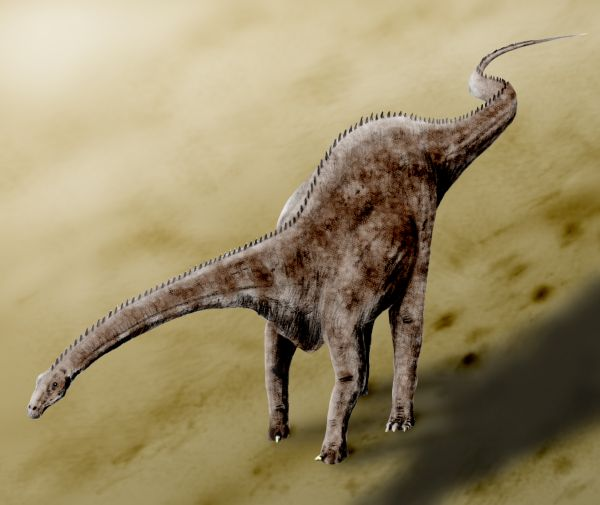
Diplodocus
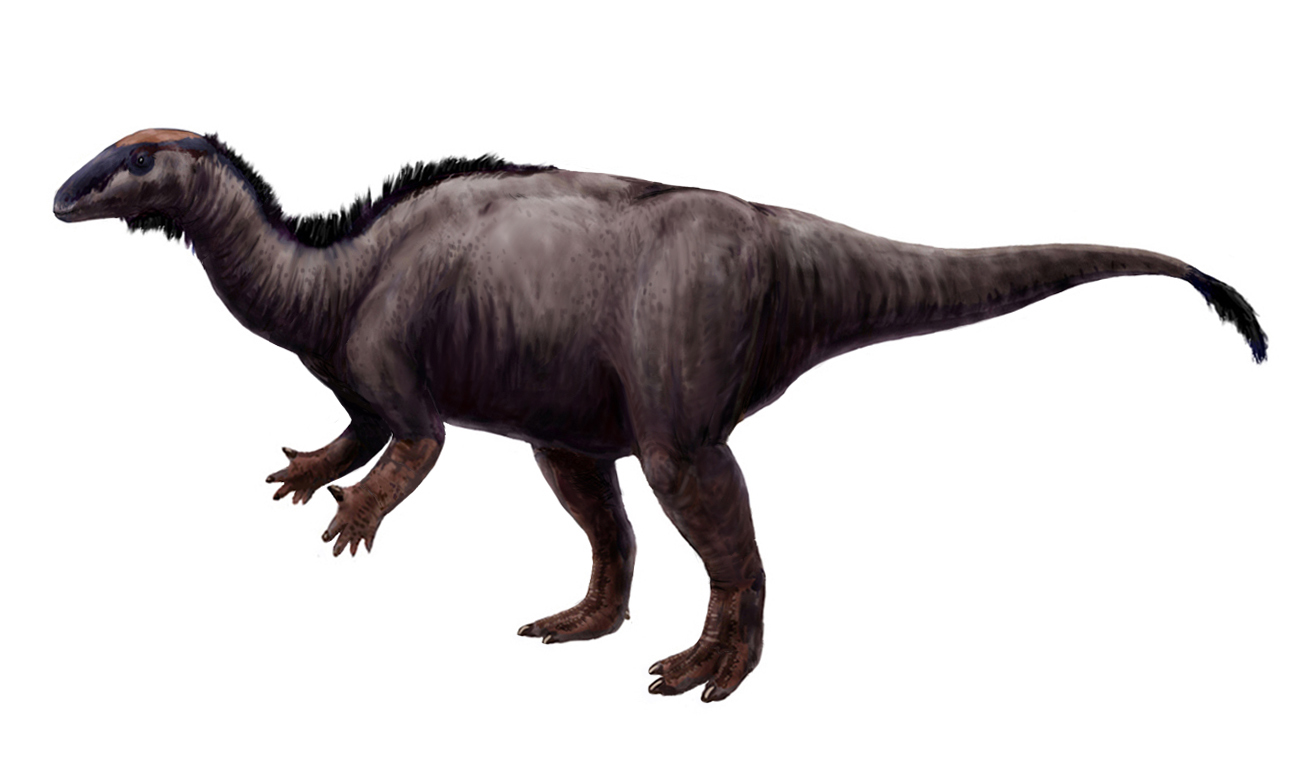
Camptosaurus